# 2015年巴爾的摩暴動
2015年巴爾的摩暴動（英語：2015 Baltimore riots）發生於2015年4月，因非裔美国人弗雷迪·格雷之死（Freddie Gray）而产生。

## 事件

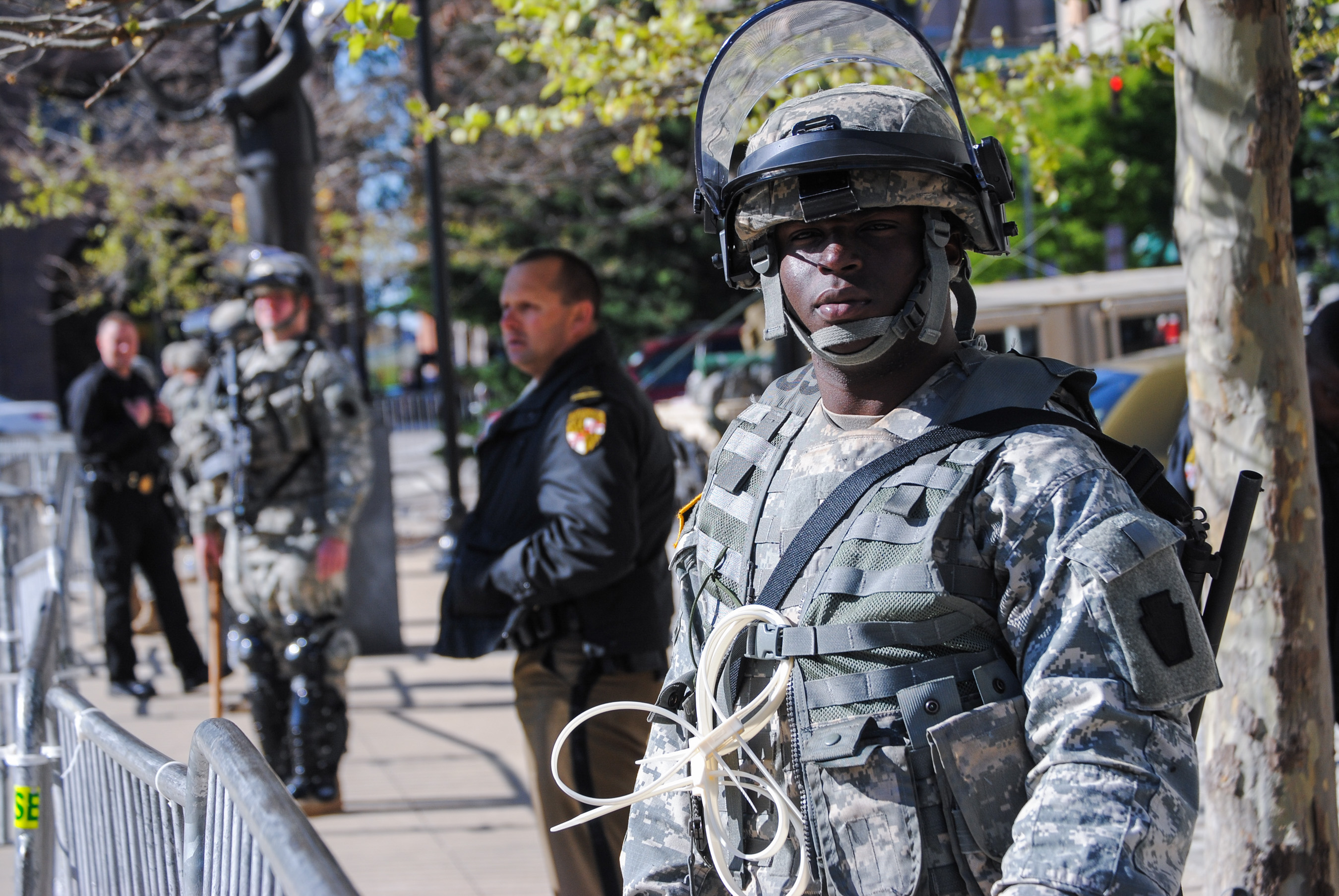
進駐市區的國民警衛隊，4月28日攝

2015年4月25日，抗議群眾在巴爾的摩市中心集結，從巴爾的摩市政廳沿路遊行至內港。在遊行活動進行到最後階段時，部分群眾變得更加暴力，他們毀損至少5臺警用車輛，並向警察「投擲」石塊。市長史蒂芬妮·羅林斯-布雷克表示大部分群眾對警方多所尊重，但「有少部分煽動者干預了這場活動。」市長也針對因抗議葛瑞的死而破壞公有財產的人表示，「我們也給那些希望破壞和平的人們，還以同樣的行動......。」當時警方逮捕至少34位民眾，衝突造成15名警察受傷。
2015年4月27日，在葛瑞葬禮結束後，抗議活動越演越烈，出現暴動與搶劫，兩部巡邏車損毀，15名警察受傷。除了警車被毀之外，部分警察遭受攻擊而骨折。位於巴爾的摩市中心的CVS藥局遭到群眾搶劫與縱火。因暴動影響，市內許多場所提早關門，包含馬里蘭大學巴爾的摩分校、巴爾的摩城市社區學院、考品州立大學、勒辛頓市場、國家水族館巴爾的摩分館、伊諾克·普瑞特自由圖書館與摩恩道米恩商場。巴爾的摩金鶯與芝加哥白襪當天的比賽也因暴動而延期舉辦，在4月29日，兩隊的比賽舉行，但MLB不開放觀眾入場觀賽，僅提供轉播服務，當次比賽因而成為MLB史上第一次無觀眾比賽。
馬里蘭州州長拉瑞·霍根宣布全州進入緊急狀態，並啟用馬里蘭州國民警衛隊。警衛隊准將琳達·辛格（Linda Singh）說，4月27日晚上將會有「數量龐大」的士兵在馬里蘭州集結，可部署最多5,000名士兵。在當晚的新聞記者會中，市長宣布從週二開始，22時至5時進行宵禁。